# In the Spotlight
In the Spotlight je patnácté studiové album americké zpěvačky a baskytaristky Suzi Quatro, vydané v roce 2011 u Cherry Red Records. Album obsahuje jedenáct skladeb, mezi kterými je i několik cover verzí, například píseň „Breakin' Dishes“, která byla původně nahrána Rihannou.

## Seznam skladeb
| Pořadí         | Název              | Délka |
| -------------- | ------------------ | ----- |
| 1.             | A Girl Like Me     |       |
| 2.             | Whatever Love Is   |       |
| 3.             | Spotlight          |       |
| 4.             | Strict Machine     |       |
| 5.             | Breaking Dishes    |       |
| 6.             | Rosie Rose         |       |
| 7.             | Hurt with You      |       |
| 8.             | Hot Kiss           |       |
| 9.             | Turn Into          |       |
| 10.            | Hard Headed Woman  |       |
| 11.            | Sining with Angels |       |
| Celková délka: | Celková délka:     | 40:40 |